# 小寺政職
 小寺政職（日语：こでら まさもと）生於享祿2年（1529年）－卒於天正12年（1584年）是日本戰國時代的武將。小寺氏的當主，播磨國御着城主。

## 生平
小寺政職是播磨御着城主小寺則職的長男，天文14年（1545年）時父親則職將御着城主一位讓給了小寺政職。小寺氏代代是播磨守護赤松氏的重臣，因此在繼位時拜領了主君赤松晴政偏諱｢政｣字，改名政職。小寺政職認同黑田孝高的能力，將從姪女（櫛橋氏之女）許配給他。
播磨國東鄰織田家、西鄰毛利家兩大勢力的交迫，最初與織田家合作的龍野城主赤松政秀與三木城主別所安治・長治親子敵對，永祿12年（1569年）小寺政職在青山・土器山之戰跟赤松政秀交鋒，天正元年（1573年）又在增位山・有明山城跟別所軍交戰。
小寺政職後又接受黑田孝高的進言而臣服織田信長，天正3年（1575年）派黑田孝高前往岐阜城，並向荒木村重交出人質給織田家，同年10月小寺政職也跟浦上宗景、別所長治、赤松廣秀一同參見織田信長。
天正5年（1577年）5月，毛利軍從水路試圖進攻播磨，小寺政職的家臣黑田孝高順利用奇策在英賀之戰將之擊潰。
天正6年（1578年）荒木村重據攝津有岡城對織田信長謀反（有岡城之戰），加上東播磨一大勢力三木城的別所長治也被毛利方策反，因此小寺政職不顧黑田孝高的勸說，同樣叛出織田家，但在荒木村重跟別所長治相繼遭織田軍攻撃滅亡後，小寺政職的御着城也在天正7年（1579年）遭到羽柴秀吉攻擊，小寺政職不敵之下開城逃亡，從英賀經由水路逃往毛利領下的備後國鞆之浦。天正12年（1584年）5月在當地病故。

## 登場作品
影視劇
- 國盜物語（日语：国盗り物語 (NHK大河ドラマ)）（1973年、NHK大河劇、演：内田朝雄）
- 戰國疾風傳 二人軍師（日语：戦国疾風伝 二人の軍師 秀吉に天下を獲らせた男たち）（2011年、TX、演：品川徹）
- 軍師官兵衛 （2014年、NHK大河劇、演：片岡鶴太郎）